# Karl-Heinz Borutta (Fußballspieler, 1935)
Karl-Heinz Borutta (* 8. Dezember 1935 in Wanne-Eickel; † 29. April 2002 in München), auch „Kalli“ genannt, war ein deutscher Fußballspieler.

## Karriere

### Vereine
Borutta begann beim Eisenbahner Turn- und Sportverein Bismarck 1931 in Gelsenkirchen, im Nachbarort seines Geburtsortes, mit dem Fußballspielen und wurde 18-jährig vom stadtbekannteren FC Schalke 04 verpflichtet. Für die Knappen absolvierte er in sechs Spielzeiten in der Oberliga West 121 Punktspiele, in denen er acht Tore erzielte und gewann mit ihnen als zweikampfstarker rechter Läufer 1958, mit der Westdeutschen und der Deutschen Meisterschaft, seine ersten beiden Vereinstitel. International bestritt er vier Spiele im Europapokal der Landesmeister, erstmals am 26. August 1958 bei der 0:3-Niederlage im Erstrundenhinspiel beim dänischen Erstligisten Kjøbenhavns Boldklub. Er bestritt ferner die beiden Achtelfinalspiele gegen den englischen Erstligisten Wolverhampton Wanderers und das Hinspiel im Viertelfinale beim spanischen Erstligisten Atlético Madrid, in dem er in der 60. Minute mit der Roten Karte des Feldes verwiesen wurde.
Zur Saison 1960/61 verpflichtete ihn der FC Bayern München, für den Borutta am 14. August 1960 (1. Spieltag) beim 3:1-Sieg im Heimspiel gegen die TSG Ulm 1846 in der Oberliga Süd debütierte und 29 von 30 Ligaspielen bestritt. Nach 50 weiteren Oberligaspielen in den folgenden zwei Spielzeiten, in denen er allerdings torlos blieb, folgten – aufgrund der ab 1963/64 neu geschaffenen Bundesliga – zwei weitere Spielzeiten in der zweitklassigen Regionalliga. In dieser bestritt er 42 Punktspiele und erzielte sechs Tore, wobei ihm sein erstes bei seinem Debüt am 4. August 1963 (1. Spieltag) beim 5:1-Sieg im Heimspiel gegen die SpVgg Neu-Isenburg mit dem Treffer zum 2:0 in der 11. Minute gelang. Mit den Neuzugängen Gerd Müller und Rudolf Nafziger gelang 1964/65 die Meisterschaft zu der Borutta mit einem Tor in 13 Spielen sowie mit drei Spielen in der sich anschließenden Aufstiegsrunde für die Bundesliga, aus der er mit der Mannschaft als Aufsteiger hervorging, beitrug. Sein erstes von 29 Spielen absolvierte Borutta am 21. August 1965 (2. Spieltag) beim 2:0-Sieg im Heimspiel gegen Eintracht Frankfurt, sein letztes am 8. Oktober 1966 (8. Spieltag) bei der 1:4-Niederlage im Auswärtsspiel gegen Werder Bremen. Des Weiteren kam er 1966 gegen Borussia Dortmund, Eintracht Braunschweig und den 1. FC Köln in drei Spielen um den DFB-Pokal zum Einsatz. Im Alter von 30 Jahren beendete Borutta seine aktive Fußballer-Karriere und übernahm – mit der Vertragsunterzeichnung am 3. Juni 1967 – zur Saison 1967/68 das Traineramt beim Landesligisten SpVgg Kaufbeuren, den er als Meister der Staffel Süd nach einjähriger Abstinenz in die Bayernliga zurückführte.

### Nationalmannschaft
Sein Länderspieldebüt gab Borutta in der Junioren-Auswahl „U-23“, für die er dreimal zum Einsatz kam. Am 19. Dezember 1956 gewann er in Lüttich mit der Auswahlmannschaft 3:2 gegen die Auswahlmannschaft Belgiens. Es folgte das 1:1-Unentschieden am 26. Mai 1957 in Bayreuth gegen die Auswahlmannschaft der Tschechoslowakei und am 26. Februar 1958 der 4:1-Sieg – erneut – gegen die Auswahlmannschaft Belgiens in Wuppertal.
Für die B-Nationalmannschaft absolvierte er 1957 drei Länderspiele. Am 6. März gewann er mit dem „B-Team“ in München mit 4:0 gegen die Auswahlmannschaft Österreichs, am 27. März war er in Essen beim 3:3-Unentschieden gegen die Auswahlmannschaft der Niederlande Teil der Mannschaft, sowie am 21. Dezember in Budapest, wo ein 2:2-Unentschieden gegen die Auswahlmannschaft Ungarns gelang.

## Erfolge
- Westdeutscher Meister 1958 (mit dem FC Schalke 04)
- Deutscher Meister 1958 (mit dem FC Schalke 04)
- Regionalligameister 1965 (mit dem FC Bayern München)
- Aufstieg in die Bundesliga 1965 (mit dem FC Bayern München)
- DFB-Pokal-Sieger 1966, 1967 (mit dem FC Bayern München)
- Europapokalsieger der Pokalsieger 1967 (mit dem FC Bayern München; ohne Einsatz)

## Sonstiges
Borutta unterlief am 11. Dezember 1965 (16. Spieltag) bei der 1:6-Niederlage im Auswärtsspiel gegen den 1. FC Köln mit dem Treffer zum 0:1 in der 16. Minute als erster Bayern-Spieler ein Eigentor.
Borutta starb 2002 nach schwerer Krankheit und ist auf dem Münchner Westfriedhof im Stadtbezirk Moosach begraben.